# Jordanita graeca
Jordanita graeca là một loài bướm đêm thuộc họ Zygaenidae. Loài này có ở miền nam Slovakia qua Hungary, bán đảo Balkan, Rhodes và Cộng hòa Síp tới miền nam Nga, Ukraina, Nam Kavkaz, Thổ Nhĩ Kỳ, Iran và miền bắc Iraq.
Chiều dài cánh trước khoảng 7,5-12,5 mm đối với con đực và 7–12 mm đối với con cái. Cá thể trưởng thành mọc cánh từ tháng 5 tới tháng 7.
Ấu trùng các loài graeca ăn Centaurea melitensis và Cirsium creticum, trong khi ấu trùng các loài sultana ăn Centaurea solstitialis, Centaurea salonitana, Carduus arabicus, Carduus uncinatus, Jurinea sordida và Xeranthemum annuum. Qua trình nhộng hóa diễn ra trong kén nằm trong lớp đất bên dưới cây chủ.

## Phân loài
- Jordanita graeca graeca (từ Slovakia, Hungary và Ukraina tới tây nam Thổ Nhĩ Kỳ)
- Jordanita graeca sultana (Alberti, 1937) (Krym, miền trung và nam Thổ Nhĩ Kỳ và Armenia)